# Quinter, Kansas
Quinter, Kansas (енгл. Quinter) град је у америчкој савезној држави Канзас.

## Демографија
По попису из 2010. године број становника је 918, што је 43 (-4,5%) становника мање него 2000. године.
| Група             | 2000.       | 2010.       |
| Белци             | 933 (97,1%) | 886 (96,5%) |
| Афроамериканци    | 1 (0,1%)    | 3 (0,3%)    |
| Азијати           | 3 (0,3%)    | 4 (0,4%)    |
| Хиспаноамериканци | 12 (1,2%)   | 20 (2,2%)   |
| Укупно            | 961         | 918         |